# Friedrich Wieck

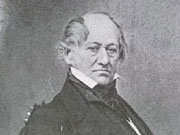
Friedrich Wieck

Johann Gottlob Friedrich Wieck (Pretzsch, 18 agosto 1785 – Loschwitz, 6 ottobre 1873) è stato un pianista e insegnante tedesco.

## Biografia
La passione di Friedrich Wieck per la musica si sviluppò senza il contributo dei familiari. Già al tempo del ginnasio prendeva lezioni di pianoforte di nascosto dai genitori, ma, assecondando un loro desiderio, studiava anche teologia. Dopo la fine degli esami in un primo momento lavorò come insegnante privato presso la casa del barone von Seckendorff a Querfurt, ma fondò ben presto una fabbrica di pianoforti e un istituto per il prestito degli spartiti.
Nel 1816 sposò la cantante Marianne Tromlitz (nipote del flautista Johann George Tromlitz), dalla quale ebbe cinque figli: Adelheid (che morì già in età infantile), Clara (1819), in seguito moglie di Robert Schumann, Alwin (1822), Gustav e Viktor (1824). Al momento della nascita di Viktor i genitori si erano tuttavia già separati. Nel 1828 Wieck si risposò con Clementine Fechner, di vent'anni più giovane di lui.
Wieck è considerato uno degli insegnanti di musica più importanti dell'inizio del XIX secolo in ambito tedesco. La sua studentessa di maggior successo fu indubbiamente la figlia Clara. La formò, organizzò per lei tournée di concerti in Europa, in quel tempo realizzabili solo dopo enormi sforzi, e l'aiutò con la sua attività a raggiungere una prima celebrità. Altri studenti di Wieck furono tra gli altri Hans von Bülow e Robert Schumann, che Clara sposò più tardi contro il parere del padre.
Peter Schamoni ha girato nel 1983 un film dal titolo Frühlingssinfonie ("Sinfonia di primavera" è anche la definizione correntemente usata per la prima sinfonia di Schumann) sulla complicata relazione tra padre e figlia relativamente alla vicenda del matrimonio di Clara Wieck con Robert Schumann. Nel film il ruolo di Friedrich Wieck è interpretato da Rolf Hoppe.
Friedrich Wieck è sepolto nel Trinitatisfriedhof, a Dresda.